# Ostéon

Schéma de la structure d'un os (de gauche à droite) :
- tissu osseux compact, formé d'ostéons, entourant le tissu osseux spongieux.
- détail d'un canal de Havers (au centre).
- structure interne d'un ostéon (à droite).

L'ostéon est l'unité de base d'un système de Havers et des organes osseux. Chaque ostéon, de forme cylindrique et d'une épaisseur variant entre 100 et 400 µm, se compose de 5 à 20 lamelles de tissu osseux, organisées de manière concentrique autour du canal neuro-vasculaire de Havers qui permet la vascularisation. 
L'ostéon compose surtout la partie externe de l'os, en formant un tissu osseux compact, tandis que la partie interne de l'os est composée de tissu osseux spongieux. L'ostéon est donc composé à la fois de tissu conjonctif et de tissu osseux. 
L'ostéon est associé à des constructions et des déconstructions du tissu osseux. Chaque ostéon comporte deux territoires : une partie proximale (partie ossifiée) et des parties distales avec des ostéoblastes, des ostéocytes et beaucoup d'ostéoclastes. Assez compacts, les ostéons peuvent supporter de fortes pressions.
Au microscope polarisant, on distingue deux constituants dans les ostéons :
- organique (fibre de collagène en noir, parallèles les unes aux autres au sein d'une même lamelle : croix de Malte)
- minéral (lamelles de substance fondamentale calcifiée en bleu clair). l'orientation des fibres de collagène est différente dans les différentes lamelles et avec même orientation au sein d'une même lamelle